# Marienplatz

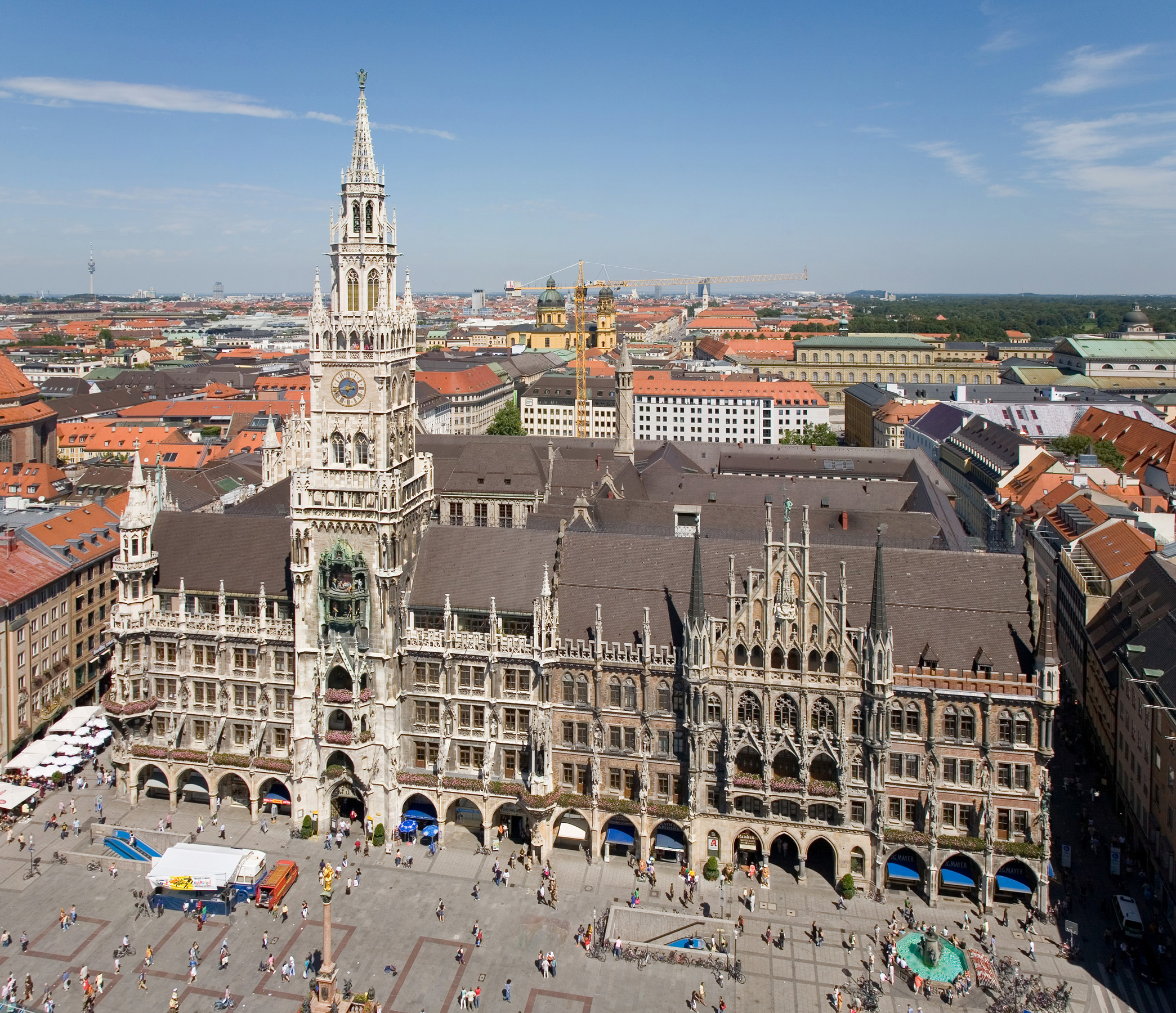
Vista da Marienplatz

A Marienplatz, em português, Praça de Maria é uma praça no centro de Munique, fundada em 1158.

## História
Durante a Idade Média, mercados e torneios foram realizados na Marienplatz, que foi originalmente chamada de Markth ("mercado"), Schranne ("mercado de grãos") e mais tarde Schrannenplatz ("praça do mercado de grãos"). Depois que o referido mercado de grãos foi transferido para a moderna Schranne de vidro e ferro perto de "Blumenstrasse" em 1853, a praça recebeu seu novo nome, a partir de 9 de outubro de 1854.

## Arquitetura
A Marienplatz recebeu o nome da Mariensäule, uma coluna mariana erguida em seu centro em 1638 para celebrar o fim da ocupação sueca. Hoje, a Marienplatz é dominada pela Nova Prefeitura (Neues Rathaus) no lado norte, e pela Antiga Prefeitura (Altes Rathaus, um salão gótico reconstruído com salão de baile e torre) no lado leste.
O Glockenspiel na torre da Nova Prefeitura foi inspirado nos torneios que eram realizados na praça durante a Idade Média e atrai milhões de turistas por ano. Além disso, a zona pedonal entre Karlsplatz e Marienplatz é uma área movimentada com inúmeras lojas e restaurantes.

## Coluna de Maria
A Mariensäule é uma coluna mariana localizada na Marienplatz, em Munique, Alemanha. Maria é reverenciada aqui como Patrona Bavariae (latim: Protetora da Baviera). Foi erguido em 1638 para celebrar o fim da ocupação sueca durante a Guerra dos Trinta Anos, seguindo um voto respectivo do duque Eleitor Maximiliano I da Baviera se as cidades residenciais ducais de Munique e Landshut fossem poupadas da destruição da guerra. A coluna é encimada por uma estátua dourada da Virgem Maria em pé sobre a lua crescente como a Rainha do Céu, criada em 1590. A figura foi originalmente localizada na Frauenkirche. Mariensäule em Munique foi a primeira coluna deste tipo construída ao norte dos Alpes e inspirou a construção de outras colunas marianas nesta parte da Europa.
Em cada canto do pedestal da coluna há uma estátua de um putto, criada por Ferdinand Murmann. Os quatro putti são retratados lutando contra uma fera diferente, simbolizando a superação das adversidades da cidade: guerra representada pelo leão, pestilência pela cocatriz, fome ou fome pelo dragão e heresia pela serpente.

## Mercado de Natal
Três semanas antes do Natal, o Christkindlmarkt abre na Marienplatz e em outras praças da cidade, vendendo produtos de Natal, comida e bebida.